# 7624 Gluck
7624 Gluck è un asteroide della fascia principale esterna. Scoperto nel 1971, presenta un'orbita caratterizzata da un semiasse maggiore pari a 3,053179 UA e da un'eccentricità di 0,104382, inclinata di 9,132142° rispetto all'eclittica. Ha un diametro di 8,335 km e un'albedo di 0,193.
Fa parte della famiglia di asteroidi Eos.
È dedicato a Christoph Willibald Gluck, compositore tedesco del Settecento.